# Ard (fils de Benjamin)
Pour les articles homonymes, voir Ard (homonymie).
Ard est un fils de Benjamin fils de Jacob et de Rachel.

## Ard et ses frères
Ard a pour frères Béla, Béker, Ashbel, Guéra, Naamân, Éhi, Rosh, Mouppim et Houppim.

## Ard en Égypte
Ard part avec son père Benjamin et son grand-père Jacob pour s'installer en Égypte au pays de Goshen dans le delta du Nil.

## Les descendants de Ard
La famille des descendants de Ard n'est pas mentionnée comme sortante du pays d'Égypte avec Moïse,.
La famille des descendants de Ard rebrousse chemin pour retourner en Égypte après la mort d'Aaron mais elle est poursuivie, rattrapée et anéantie par les Lévites.